# Phalanta ariel
Phalanta ariel är en fjärilsart som beskrevs av Nicéville 1902. Phalanta ariel ingår i släktet Phalanta och familjen praktfjärilar. Inga underarter finns listade i Catalogue of Life.